# Neocordulia carlochagasi
Neocordulia carlochagasi là loài chuồn chuồn trong họ Synthemistidae. Loài này được Santos mô tả khoa học đầu tiên năm 1967.